# Stipe Pletikosa
Stipe Pletikosa (født 17. januar 1979 i Split, Jugoslavien) er en kroatisk tidligere fodboldspiller, der spillede som målmand. Han var blandt andet tilknyttet Hajduk Split i hjemlandet, Shakhtar Donetsk i Ukraine samt russiske Spartak Moskva og FC Rostov.

## Landshold
Pletikosa nåede at spille hele 114 kampe for Kroatiens landshold, hvilket gør ham til den kroatiske landsholdsspiller med næstflest kampe for landsholdet. Han debuterede i 1999 i en venskabskamp mod Danmark. Han repræsenterede efterfølgende sit land ved fem slutrunder.